# Field Day (festival)

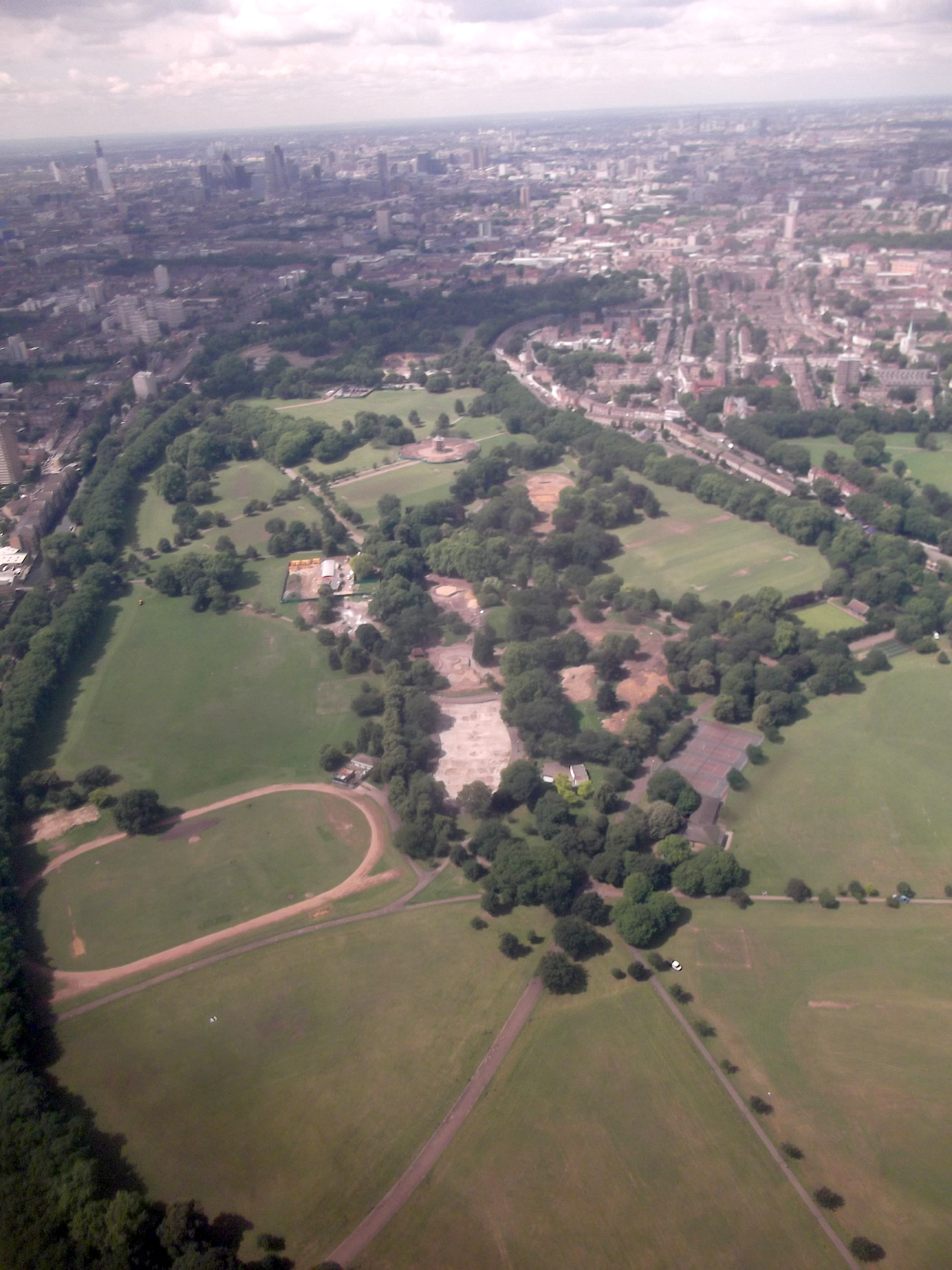
Il Victoria Park ospita ogni anno il Field Day nel periodo estivo.

Il Field Day  è un festival musicale organizzato ogni anno al Victoria Park di Londra, in Inghilterra. Fondato nel 2007 da Tom Baker e Marcus Weedon, l'evento promuove principalmente artisti indipendenti e appartenenti alla scena alternative rock.
Il primo festival si svolse l'11 agosto 2007, durante il quale si esibirono oltre cinquanta artisti attraverso quattro palchi, tra cui Florence and the Machine, Liars, Bat for Lashes, Foals, Justice, Erol Alkan, Battles.
L'edizione del 2008 vide la partecipazione di gruppi come Of Montreal, White Lies, The Notwist, Noah and the Whale, Crookers. Nel corso delle varie edizioni si sono esibiti artisti come Patti Smith, Pixies, Ride, Mogwai, The Horrors, Little Boots, Santigold, Mystery Jets, The Temper Trap, Phoenix, Caribou, Duologue, The xx.